# Берестнєв Валентин Борисович

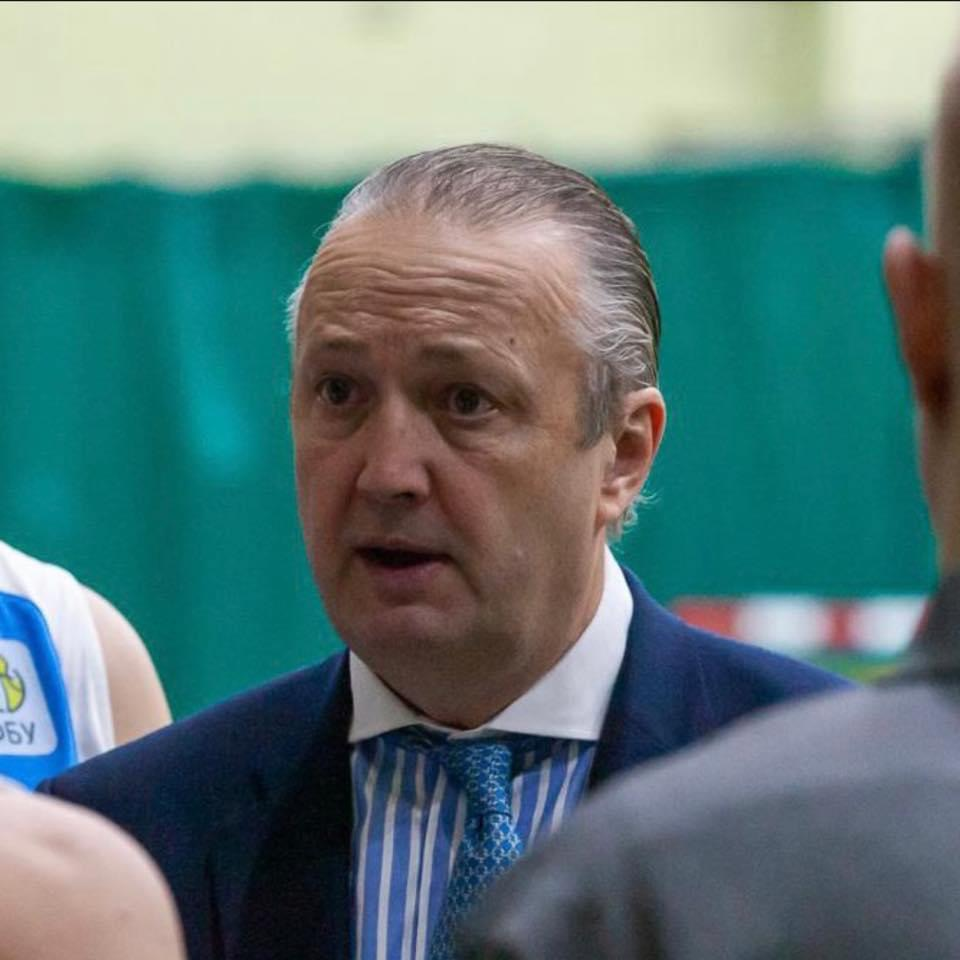

Валентин Борисович Берестнєв (нар. 22 листопада 1961, Миколаїв) — український баскетболіст. Заслужений тренер України. Головний тренер баскетбольної збірної України.

## Життєпис
Народився 22 листопада 1961 року в місті Миколаєві. У 1984 закінчив Миколаївський кораблебудівний інститут, в 1995 — факультет фізичного виховання Миколаївського державного педагогічного інституту.
10 років грав за миколаївський «Спартак» і Миколаївський кораблебудівний інститут в амплуа «захисник». 
У 1988 році перейшов на тренерську роботу, з 1995 по 2012 р.р. та 2020-2021р.р. — головний тренер МБК «Миколаїв».
У 2016 створив та очолив МБК "НІКО-БАСКЕТ". 
У сезоні 1997/1998 років миколаївці під його керівництвом завоювали бронзові медалі чемпіонату України.
Валентин Берестнєв очолював молодіжну та національну збірні України.
Нагороджен  Почесна відзнака «За заслуги перед містом Миколаїв»  та Почесна відзнака «За заслуги перед Миколаївщиною»
У 1998-му визнаний «Людиною року міста Миколаєва».